# なんで推理SHOW ハテナの出口
『なんで推理SHOW ハテナの出口』（なんですいりショー ハテナのでぐち）は、2010年4月17日から同年9月18日までフジテレビで放送されていたバラエティ番組。放送時間は毎週土曜 25:35 - 26:05、『DO!深夜』第1部の番組として放送。

## 内容
謎の行動や物体がVTRで紹介され、なぜこのようなものがあるのかを推理。解答者はゲストの中から問題ごとに1人（途中から2人1組）が選ばれていた。解答者が不正解を出した場合、ゲストの目の前に仕掛けられている風船が爆発した。

## 出演者
いずれも進行役でフジテレビアナウンサー。
- 伊藤利尋
- 戸部洋子

## スタッフ
- 企画：情野誠人（フジテレビ）
- ナレーター：大場真人
- 声の出演：川津泰彦、三石琴乃
- スタジオ構成：山名宏和
- 構成：張眞英、岩佐真吾、西条虎太郎
- 技術プロデュース：高瀬義美
- SW：河西純
- CAM：木俣希
- VE：原啓教
- 音声：高橋幸則
- 照明：藤井梅雄
- 美術プロデュース：内藤佳奈子
- デザイン：別所晃吉
- 進行：久保典子
- メイク：古谷久美子
- 大道具：大野寿子
- 操作：古川竜次
- アクリル：松本健
- 特殊効果：中山信男
- 電飾：森智
- タイトル：岩崎光明
- 編集：八木幹治、梅本大介
- MA：和田龍彦
- 音効：清水康義（プロジェクト80）
- TK：瀬戸口節子
- デスク：二宮麻紀
- リサーチ：喜多あおい（ジーワン）
- 協力：YELLOW、ニユーテレス、フジアール、オムニバス・ジャパン、フルネット
- AP：秋月里江子、照沼真純
- AD：高橋行広、金林裕美、高田真理、花木現
- ディレクター：小野寺譲二、藤岡秀万、手塚裕子、増田真也、河上良介
- 演出：加地克也（TOSS）
- プロデューサー：井口義朗、花苑博康
- 制作協力：NEXTEP
- 製作著作：フジテレビ

## ネット局
| 放送対象地域 | 放送局             | 放送日時                 | 備考     |
| ------------ | ------------------ | ------------------------ | -------- |
| 関東広域圏   | フジテレビ         | 土曜 25時35分 - 26時05分 | 製作局   |
| 北海道       | 北海道文化放送     | 火曜 25時00分 - 25時30分 |          |
| 岩手県       | 岩手めんこいテレビ | 木曜 24時45分 - 25時15分 | 12日遅れ |
| 秋田県       | 秋田テレビ         | 土曜 25時35分 - 26時05分 | 7日遅れ  |
| 山形県       | さくらんぼテレビ   | 月曜 24時45分 - 25時15分 |          |
| 宮城県       | 仙台放送           | 月曜 25時10分 - 25時40分 |          |
| 福島県       | 福島テレビ         | 水曜 24時45分 - 25時15分 |          |
| 長野県       | 長野放送           | 火曜 24時45分 - 25時15分 |          |
| 静岡県       | テレビ静岡         | 火曜 24時45分 - 25時15分 |          |
| 富山県       | 富山テレビ         | 火曜 25時55分 - 26時25分 |          |
| 福井県       | 福井テレビ         | 日曜 24時25分 - 24時55分 |          |
| 中京広域圏   | 東海テレビ         | 土曜 26時00分 - 26時30分 |          |
| 近畿広域圏   | 関西テレビ         | 木曜 24時35分 - 25時05分 | 5日遅れ  |
| 広島県       | テレビ新広島       | 金曜 25時05分 - 25時35分 |          |
| 高知県       | 高知さんさんテレビ | 水曜 24時45分 - 25時15分 |          |
| 福岡県       | テレビ西日本       | 水曜 25時10分 - 25時40分 |          |
| 熊本県       | テレビくまもと     | 水曜 24時45分 - 25時15分 |          |